# Židovský hřbitov v Rychnově nad Kněžnou
Židovský hřbitov v Rychnově nad Kněžnou se nachází ve svahu na severozápadě města Rychnov nad Kněžnou v ulici U židovského hřbitova, asi 600 m na západ od zdejšího zámku. Má rozlohu 3163 m2 a je chráněn jako kulturní památka České republiky.

## Popis a historie
Prameny dokládající založení hřbitova se různí. Podle jednoho byl založen v roce 1588, podle jiného roku 1616. Do dnešních dnů se zde dochovalo na 400 náhrobků neboli macev. Nejstarší z nich pocházejí z konce 17. století, nejmladší z roku 1942. Je mezi nimi řada cenných barokních stél. Nachází se tu i hrob otce spisovatele Karla Poláčka.
Areál hřbitova obehnaný ohradní zdí se dvěma vstupními brankami leží při silnici do Lokotu. Kromě kamenných náhrobních stél je zde ještě zděná márnice. V jejím interiéru je pamětní deska z roku 1984 se jmény rychnovských obětí holokaustu.
Zdejší židovská komunita přestala existovat v roce 1940.

## Další fotografie

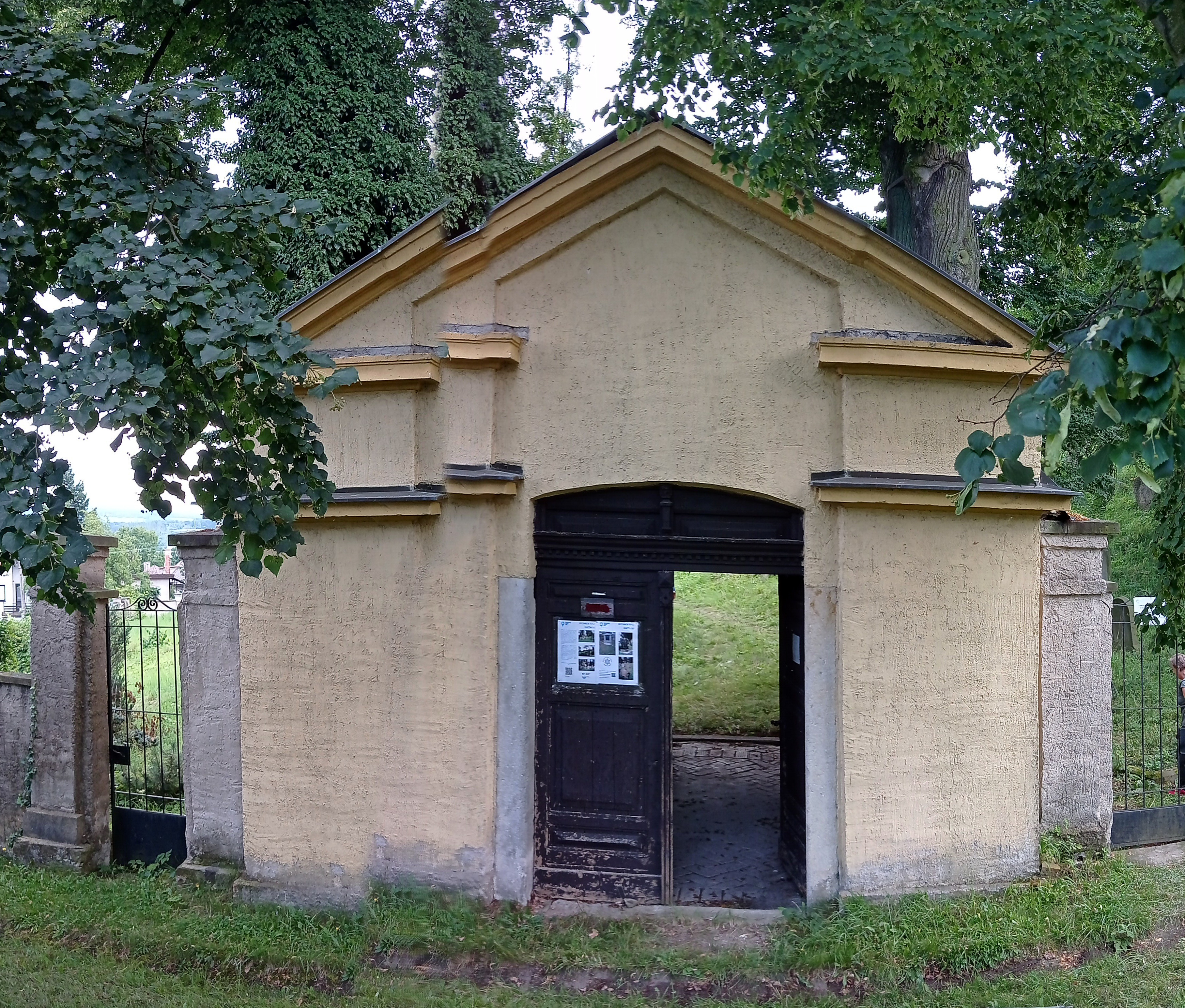
Obřadní síň
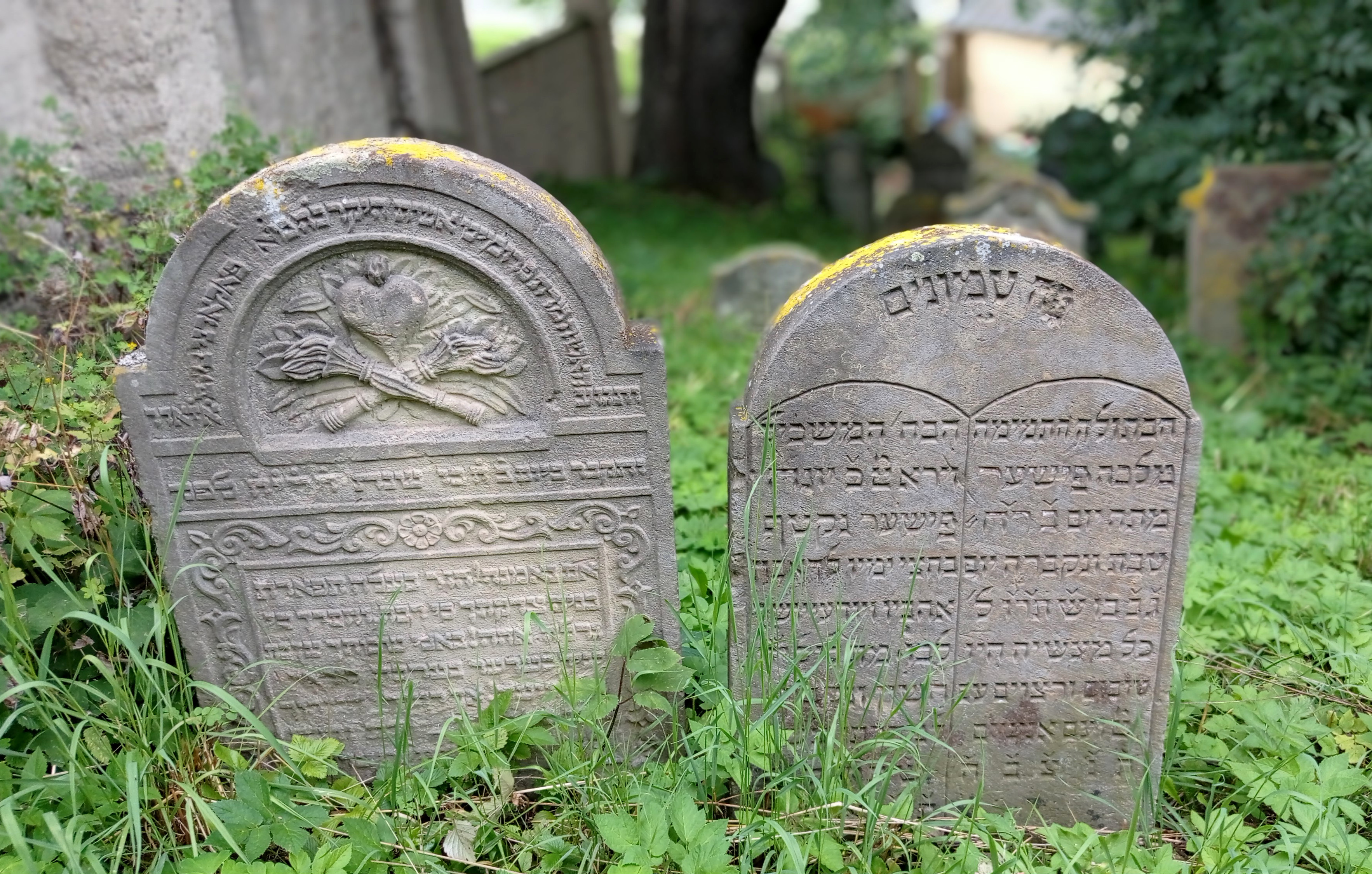
Vlevo náhrobek se srdcem a pochodněmi
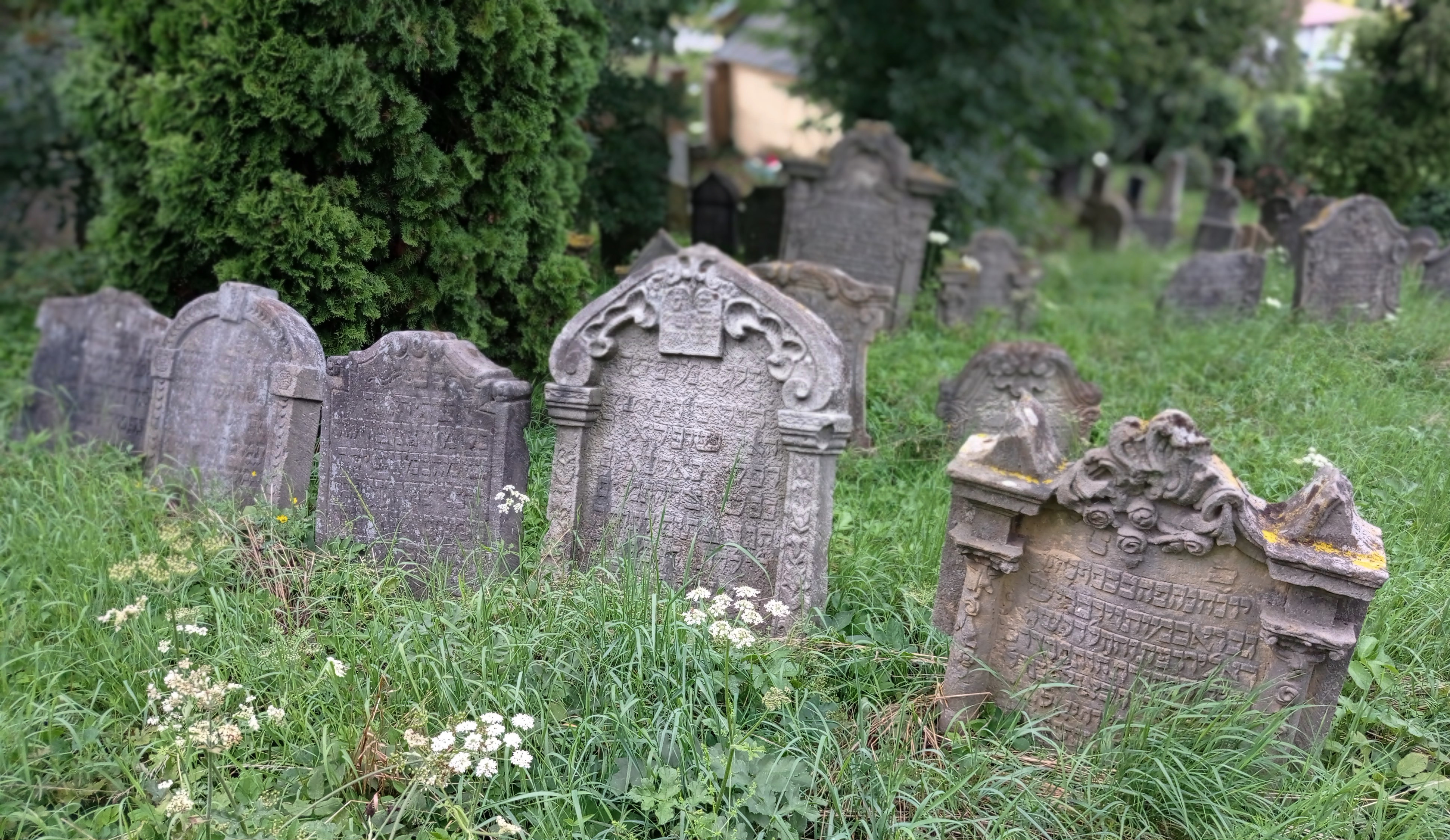
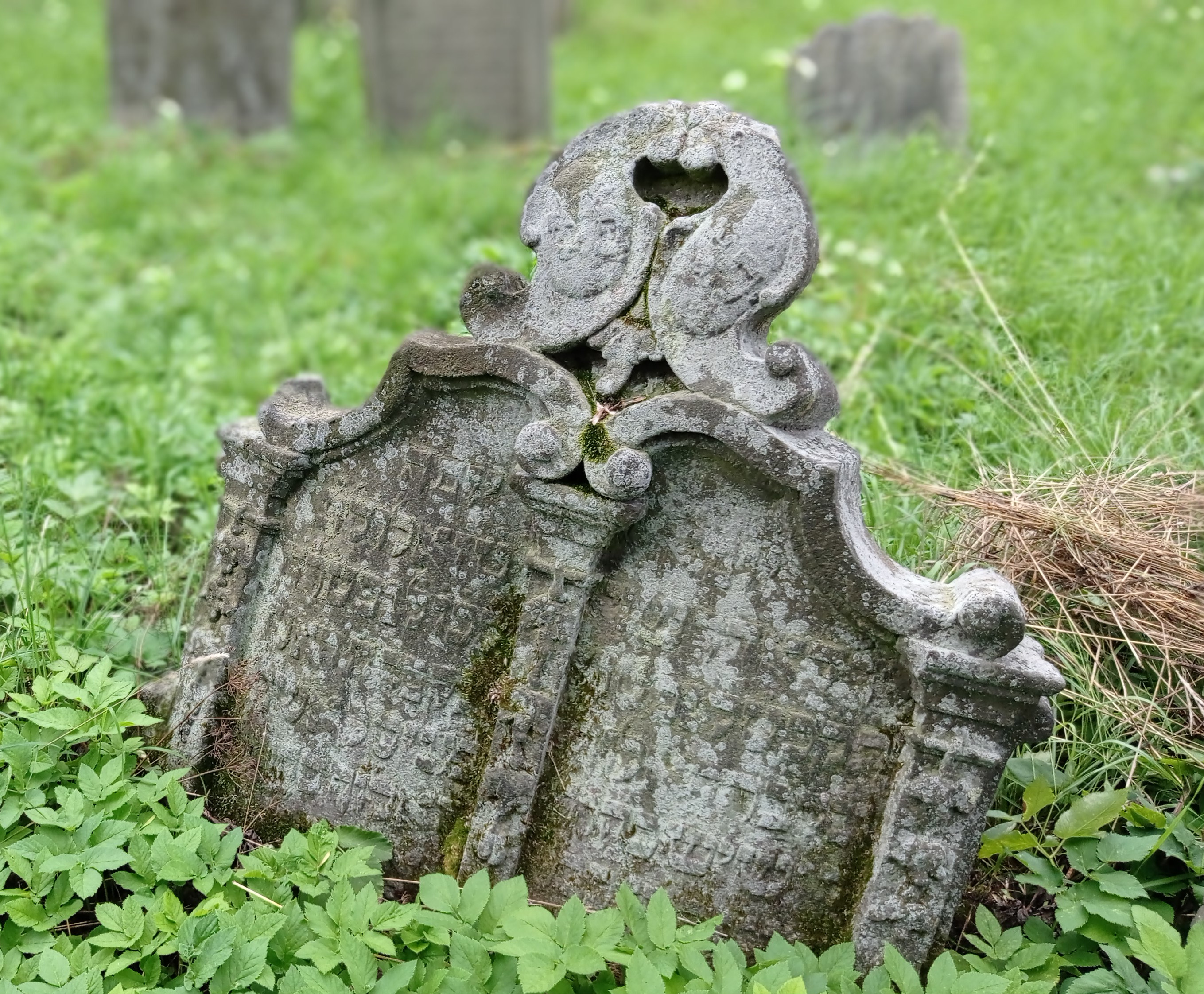
Barokní náhrobek
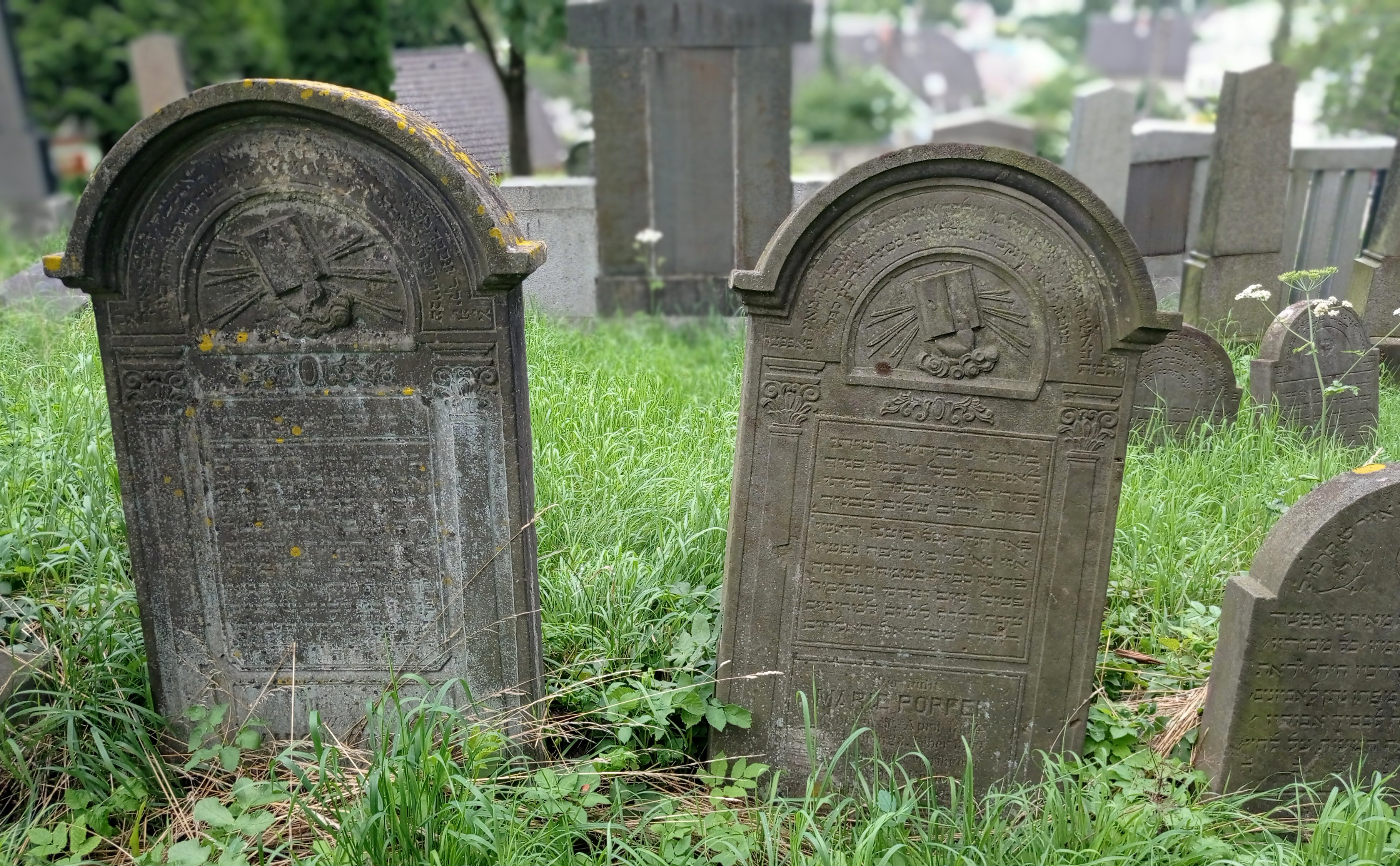
Symbol ruky držící knihu
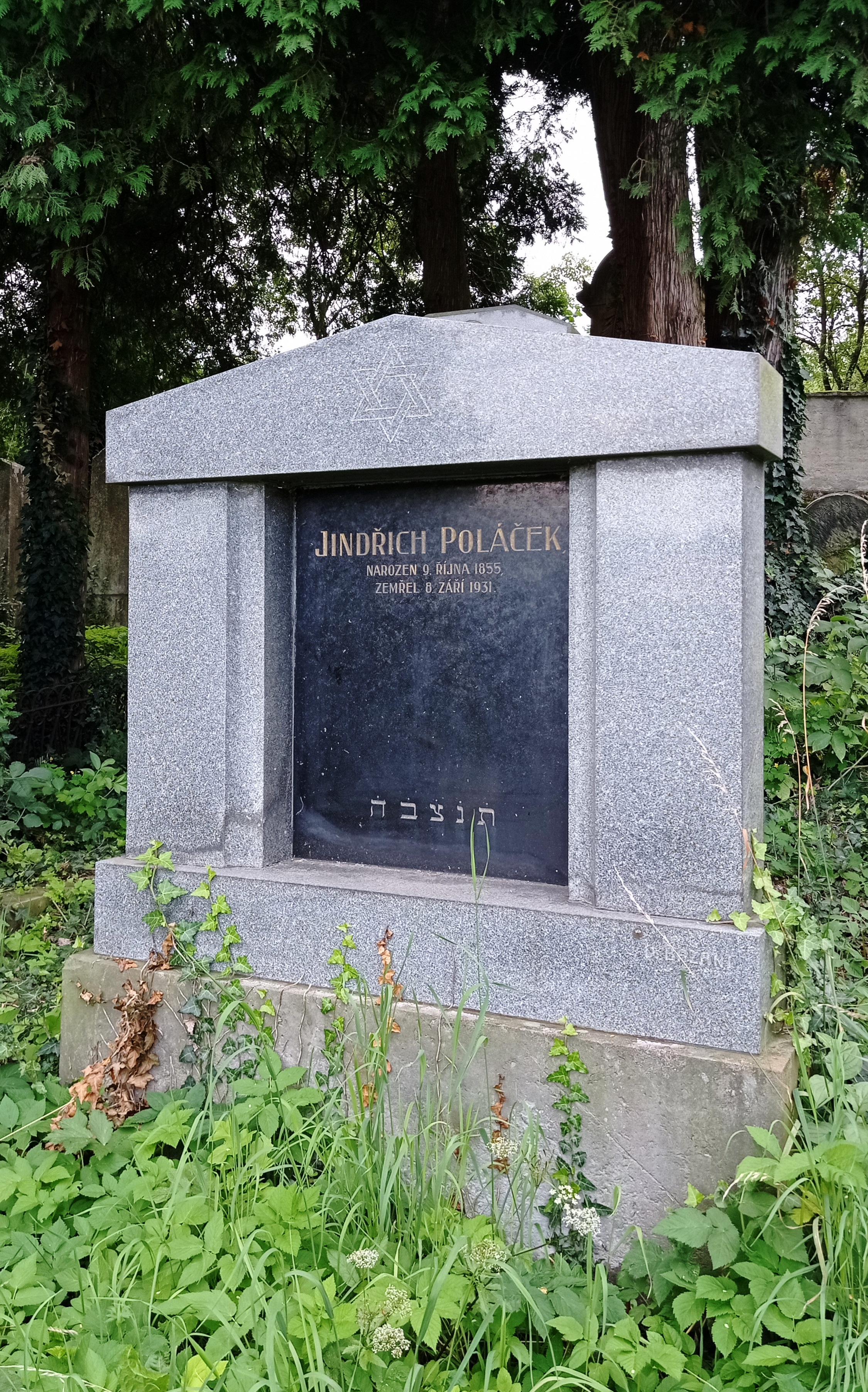
Hrob otce spisovatele Poláčka
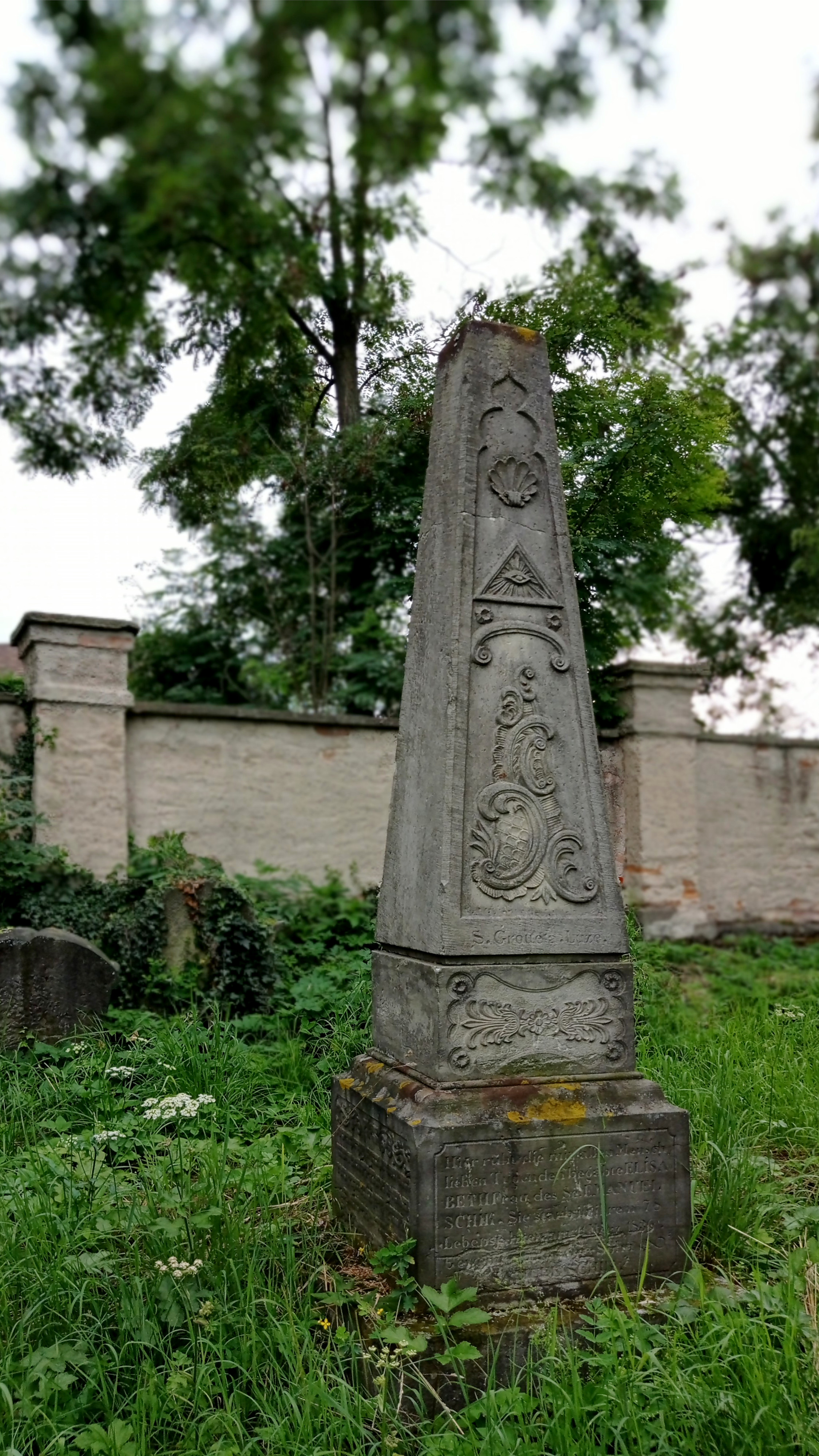
Náhrobek s Božím okem